# Płoniawy-Bramura (gemeente)
De gemeente Płoniawy-Bramura is een landgemeente in het Poolse woiwodschap Mazovië, in powiat Makowski.
De zetel van de gemeente is in Płoniawy-Bramura.
Op 30 juni 2004 telde de gemeente 5923 inwoners.

## Oppervlakte gegevens
In 2002 bedroeg de totale oppervlakte van gemeente Płoniawy-Bramura 134,96 km², waarvan:
- agrarisch gebied: 69%
- bossen: 24%

De gemeente beslaat 12,68% van de totale oppervlakte van de powiat.

## Demografie
Stand op 30 juni 2004:
| Omschrijving                   | Totaal | Totaal | Vrouwen | Vrouwen | Mannen | Mannen |
| ------------------------------ | ------ | ------ | ------- | ------- | ------ | ------ |
| eenheid                        | aantal | %      | aantal  | %       | aantal | %      |
| inwoners                       | 5923   | 100    | 2947    | 49,8    | 2976   | 50,2   |
| bevolkingsdichtheid (inw./km²) | 43,9   | 43,9   | 21,8    | 21,8    | 22,1   | 22,1   |

In 2002 bedroeg het gemiddelde inkomen per inwoner 1471,16 zł.

## Administratieve plaatsen (sołectwo)
Bobino-Grzybki, Bobino Wielkie, Bogdalec, Chodkowo, Chodkowo-Biernaty, Chodkowo-Kuchny, Chodkowo-Załogi, Gołoniwy, Jaciążek, Kalinowiec, Kobylin, Kobylin, Kobylinek, Krzyżewo Borowe, Krzyżewo Nadrzeczne, Łęgi, Młodzianowo, Nowa Zblicha, Nowe Płoniawy, Nowy Podoś, Obłudzin, Płoniawy-Bramura, Prace, Retka, Rogowo, Stara Zblicha, Stare Zacisze, Stary Podoś, Suche, Szlasy, Szczuki, Węgrzynowo, Zawady Dworskie, Zawady-Huta.

## Aangrenzende gemeenten
Czerwonka, Jednorożec, Karniewo, Krasne, Krasnosielc, Przasnysz, Sypniewo